# Mittelwellensender Reutlingen
Der Mittelwellensender Reutlingen war von 1949 bis 1964 eine Sendeanlage des Südwestfunks für Mittelwelle in Reutlingen mit 5 kW Sendeleistung.
Der Sender ging am 15. Dezember 1949 in Betrieb und verwendete als Sendeantenne einen 48 Meter hohen Sendemast.

## Geschichte
Um im nördlichen Teil von Süd-Württemberg den Südwestfunk besser über Mittelwelle empfangen zu können, war die Errichtung eines neuen Senders in der Gegend um Reutlingen erforderlich.
Demzufolge wurde bei Reutlingen in einem als Provisorium gedachten Holzhaus ein neuer Sender untergebracht, welcher in den Jahren 1953 und 1954 durch eine endgültige Sendeanlage ersetzt wurde. Daher wurde auch eine neue Antennenanlage, welche eine größere Reichweite bei vermindertem Nahschwund erreichte, errichtet.
Der Sender war quarzgesteuert und wurde mit Anodenmodulation betrieben. Die Antenne wurde als 50 m Hoher Mast und als Rundstrahler gebaut, welche nach der Inbetriebnahme der Sender Bad Dürrheim und Ravensburg auf Richtstrahlcharakteristik umgebaut wurde.
Das Ausbreitungsgebiet reichte im Süden bis in die Gegend von Hechingen, im Osten bis Münsingen, im Norden bis über Zonengrenze der Französischen Besatzungszone hinaus und im Westen bis Horb am Neckar.

## Abschaltung und Stilllegung des Senders
Nachdem im Oktober 1964 der Bodenseesender beim heutigen Meßkircher Stadtteil Rohrdorf seinen Betrieb aufgenommen hatte, wurde der Mittelwellensender Reutlingen im Dezember 1964 stillgelegt und abgebaut. Im ehemaligen Betriebsgebäude befindet sich heute eine Gaststätte.